# Der Elefant im Porzellanladen
Der Elefant im Porzellanladen ist ein deutsches Filmlustspiel aus dem Jahre 1958 von Heinz Paul mit Carl Wery, Mara Lane und Dietmar Schönherr in den Hauptrollen.

## Handlung
Clemens, der alternde Diener, und die resolute Wirtschafterin Bessie haben im Haushalt ihres Herrn, des bekannten Karikaturisten Theodor Tanner, nicht viel zu lachen. Der bullige Zeichenkünstler, zumeist kurz TT genannt, neigt zu unkontrollierten Wutausbrüchen, infolge derer er auch mal mit Gegenständen um sich wirft, von Kraftausdrücken ganz zu schweigen. Kurz, der korpulente, cholerische Endfünfziger gilt als Elefant im Porzellanladen. Dennoch hat das Personal durchaus seine Freude, bei dem Alten mit dem Gemüt eines Fleischerhundes zu arbeiten. TTs größte Sorge gilt seinem einzigen Sohn Hans-Dieter, denn der ist, wie Tanner findet, völlig aus der Art geschlagen. Tanner junior sammelt zwar Erfolge als Autorennfahrer, aber dass der Junge weder Interesse an Frauen noch an Alkohol zeigt, geht dem Alten einfach nicht in den Sinn. Ehe Hans-Dieter zum Grand Prix nach Argentinien abreist, will TT noch einmal einen „Bekehrungsversuch“ starten und lädt seinen Filius zu einem Gelage im „Pigalle“ ein. Doch auch in diesem Etablissement bleibt Tanner junior stocknüchtern, woraufhin der betrunkene Vater selbiges wild fluchend und laut polternd verlässt. Mit seinem Wagen rauscht Tanner senior davon und rast sternhagelvoll in die Auslage eines hell erleuchteten Haushaltswarengeschäfts. Der Zeitung entnehmen Tanners beide Hausangestellte am folgenden Tag, dass ihr Chef im Gefängnis von Starnberg gelandet ist und in den nächsten acht Wochen auch nicht mehr heimkehren wird. 
In der Zelle randaliert und pöbelt der Alte die folgenden Wochen vor sich hin, und auch eine Verschärfung der Strafe in Gestalt einer Dunkelhaft stimmt TT nicht eben milder. Schließlich ändert der einsitzende Karikaturist aber seine Taktik und scheint Kreide gefressen zu haben. Er fertigt sogar eine liebevolle Porträtzeichnung an, die ihn als Künstler ausweist. Eines Tages erhält Theodor seine erste Vergünstigung: Er darf innerhalb der Gefängnismauern bei der Essensausgabe helfen. Dabei lernt er in der Gefängnisküche die rassige Strafgefangene Ilona vom Stamm der Sinti und Roma kennen, die ihm sehr gut gefällt. Als beide entlassen werden, versucht sich TT ihr gegenüber wichtig zu machen und flunkert Ilona vor, er sei in Wahrheit ein großer Gangsterboss. Er geht mit Ilona shoppen und anschließend in ein feines Restaurant, wo Ilona sogleich das Silberbesteck mitgehen lässt. TT, der so etwas wohl ahnte, hatte zuvor jedoch das Silberbesteck gleich mitbezahlt. Als er, um noch mehr vor ihr anzugeben, Ilona erklärt, er wolle mit ihr in eine Villa einbrechen (die jedoch in Wahrheit natürlich seine eigene Behausung ist), wird der Alte Ilona allmählich unheimlich. In Tanners Abwesenheit haben es sich Bessie und Clemens daheim gemütlich gemacht und es sich mit Tanners Cognac-Vorräten gut gehen lassen. Clemens ist bereits ziemlich angetütelt, als plötzlich in der Villa ein Einbrecher vor ihm steht. Es ist niemand anderes als der Hausherr höchstpersönlich, der Clemens sofort „gefangen nimmt“ und diesen in seinem Arbeitszimmer fesselt. Dann holt Tanner die etwas furchtsame Ilona nach und treibt seine Angeberei auf die Spitze, in dem er sagt, dass er den überwältigten Hausherrn ihr zuliebe sogar umbringen würde.
Ilona ist entsetzt und warnt daher den zu Tode erschrockenen Clemens davor, was dieser „gefährliche Einbrecher“ mit ihm vorhabe. Daraufhin versteckt sich der treue Diener in der Sauna. Um Clemens‘ mutmaßlich bedrohtes Leben zu retten, behauptet Ilona am folgenden Morgen Theodor gegenüber, sie habe den gefesselten Hausherrn in den angrenzenden See geworfen. Als in das Gesicht von TT blankes Entsetzen eintritt, gesteht Ilona ihm, dass sie geflunkert und Clemens freigelassen habe. Tanner ist beruhigt und gesteht seinerseits, dass er in Wahrheit der Hausherr und Villenbesitzer sei, was ihm Ilona erwartungsgemäß nicht glaubt. Wütend über Theodors Streich, sie derart angeschwindelt zu haben, kann dieser sie nur damit beruhigen, dass er ihr die Ehe verspricht. Als Bessie am Tag in die Küche heimkehrt, nimmt sie mit Erstaunen Ilonas Anwesenheit zur Kenntnis. Entsetzt ruft sie telefonisch Hans-Dieter zu Hilfe, der wenig erbaut ist, seinen Vater wiedersehen zu müssen. TT lässt nun nichts unversucht, Ilona mit seinem Filius zu verkuppeln, der zunächst alles andere als begeistert ist. Trotz anfänglicher Reserviertheit verlieben sich die zwei jungen Leute ineinander. Während Hans-Dieter zu einem Rennen nach Sizilien fortbraust, stellt sich heraus, dass Ilona überhaupt keine „Zigeunerin“, wie vermutet, ist, sondern lediglich in diesen Kreisen aufwuchs. Nach einigem Hin und Her gelingt es dem alten Elefant im Porzellanladen ehestiftend zu wirken, und sein Sohn und die feurige Ilona werden nun endlich ein Paar.

## Produktionsnotizen
Der Elefant im Porzellanladen entstand im Frühjahr 1958 in und bei München und wurde am 20. Juni desselben Jahres in Nürnberg uraufgeführt.
Christoph von Mitschke-Collande übernahm die Produktionsleitung, Max Seefelder gestaltete die Filmbauten. 

## Kritik
Im Lexikon des Internationalen Films heißt es knapp: „Lustspiel von peinlicher Witzlosigkeit.“